# كلود فورنير (كاتب)
كلود فورنير (بالفرنسية: Claude Fournier l'Américain)‏ هو كاتب فرنسي، ولد في 21 ديسمبر 1745 في Auzon ‏ في فرنسا، وتوفي في 27 يوليو 1825 في باريس في فرنسا.